# Mujeres conversando
Mujeres conversando es el título de un cartón para tapiz de la sexta y última serie de Francisco de Goya, diseñado para el despacho del rey Carlos IV en el Monasterio de El Escorial.

## Análisis
Es la última serie de Goya, que había conseguido pocos años atrás el tan ansiado puesto de pintor de cámara en la corte del rey Carlos IV y ahora se negaba a realizar cartones.
Dos majas sostienen una animada conversación. Las figuras y la perspectiva hacen suponer que se trataba de una sobreventana. Goya emplea aquí una rauda pincelada, mientras que la potente iluminación crea contrastes munificentes entre las zonas con luz y las que se mantienen en penumbra.
Tiene gran relación con otras obras de Goya, más concretamente con El sueño, de los cuadros para la alameda de los duques de Osuna.